# Barrio europeo de Bruselas
Barrio europeo de Bruselas es el nombre no oficial con el que se conoce a la zona que acoge la mayoría de las instituciones de la Unión Europea. Su territorio correspondiente aproximadamente al triángulo entre el Parque de Bruselas, el Parque del Cincuentenario y el Parque de Leopoldo. La Comisión y el Consejo se encuentra en el corazón de esta zona cerca de la rotonda Schuman, en la Rue de la Loi. La sede secundaria/de trabajo del Parlamento Europeo se encuentra junto a la Plaza de Luxemburgo.

## Historia
La zona fue históricamente residencial, un aspecto que se ha perdido a medida que se han sustituido las casas por edificios de oficinas modernas. Estos edificios no fueron construidos de acuerdo con un plan maestro de alta calidad o la iniciativa del gobierno, sino según intereses especulativos del sector privado. Sin embargo, debido a los intentos de Bruselas por consolidar su posición, hubo grandes inversiones públicas en las infraestructuras del barrio. Las autoridades insisten en que el desarrollo caótico ha finalizado, siendo sustituido por un plan maestro.

## Edificios de la Comisión

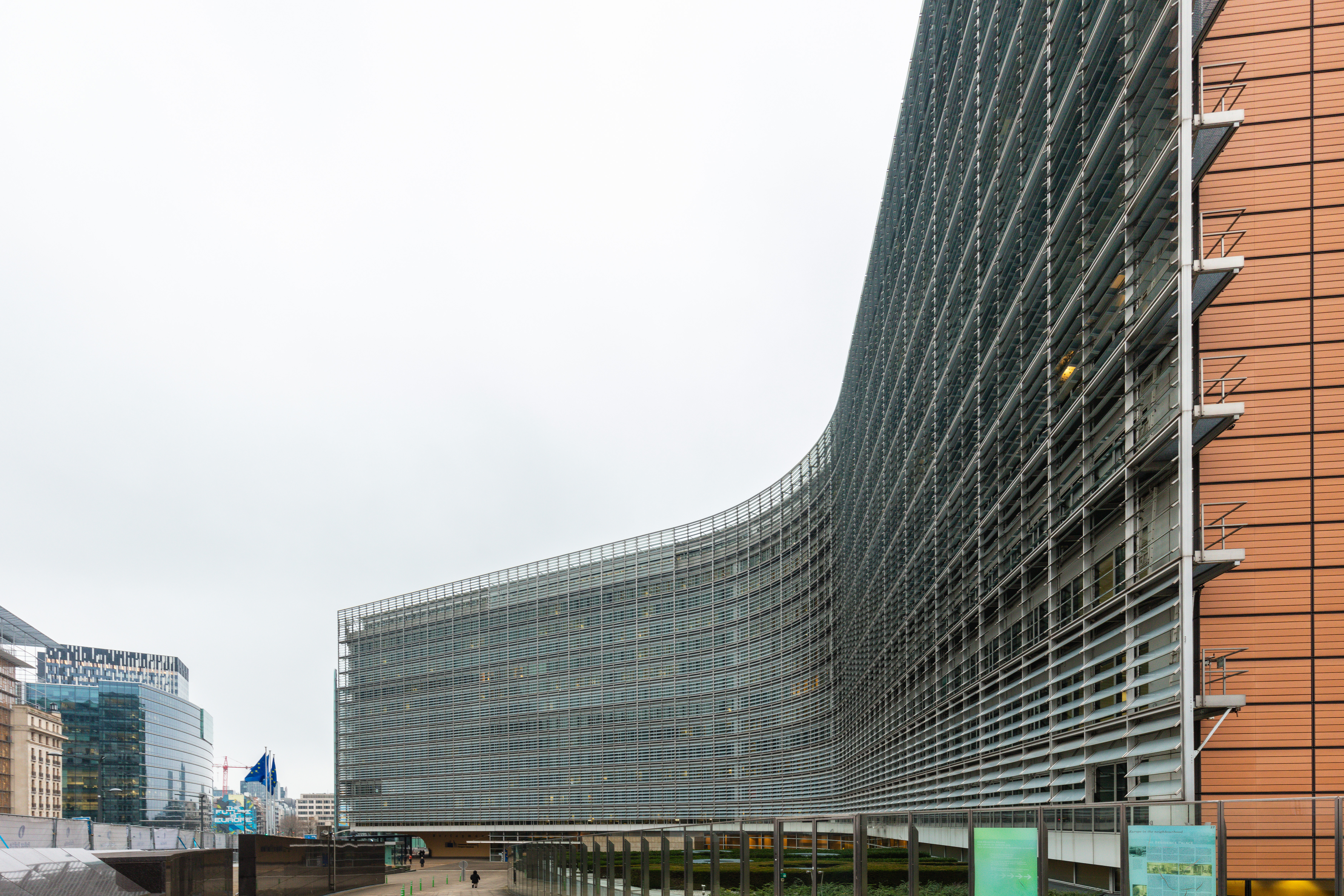
Edificio Berlaymont.

El más emblemático es la estructura del edificio Berlaymont, sede principal de la Comisión. Construido originalmente en la década de 1960, el edificio fue el primer complejo que se construyó para la Comunidad Europea. La obra fue pagada por el Gobierno belga y se inspira en el edificio de la sede de la Unesco en París.
Originalmente la construcción incluía asbesto. El edificio fue renovado en la década de 1990 para eliminar este material y renovar la construcción con el fin de hacer frente a la ampliación de la Unión Europea. Después de un período de exilio en el edificio Breydel, la Comisión volvió a ocupar el edificio Berlaymont en 2005, comprándolo por 550 millones de euros.
El Presidente de la Comisión ocupa la oficina más grande, cerca de la sala de reuniones de la Comisión en la parte superior (piso 13). Aunque el principal edificio de la Comisión, alberga sólo 2.000 de los 20.000 funcionarios de la Comisión con sede en Bruselas. Además de los Comisarios y sus gabinetes, el edificio Berlaymont también alberga la Secretaría General del Servicio Jurídico.
En todo el barrio, la Comisión ocupa 865.000 m² repartidos en 61 edificios con los edificios Berlaymont y el Carlomagno como los únicos de más de 50.000 m². Debido a la adhesión de 12 nuevos miembros en 2004 y 2007 el personal ha aumentado, ampliando hasta 35.000 m² el espacio de oficinas.

## Otras instituciones

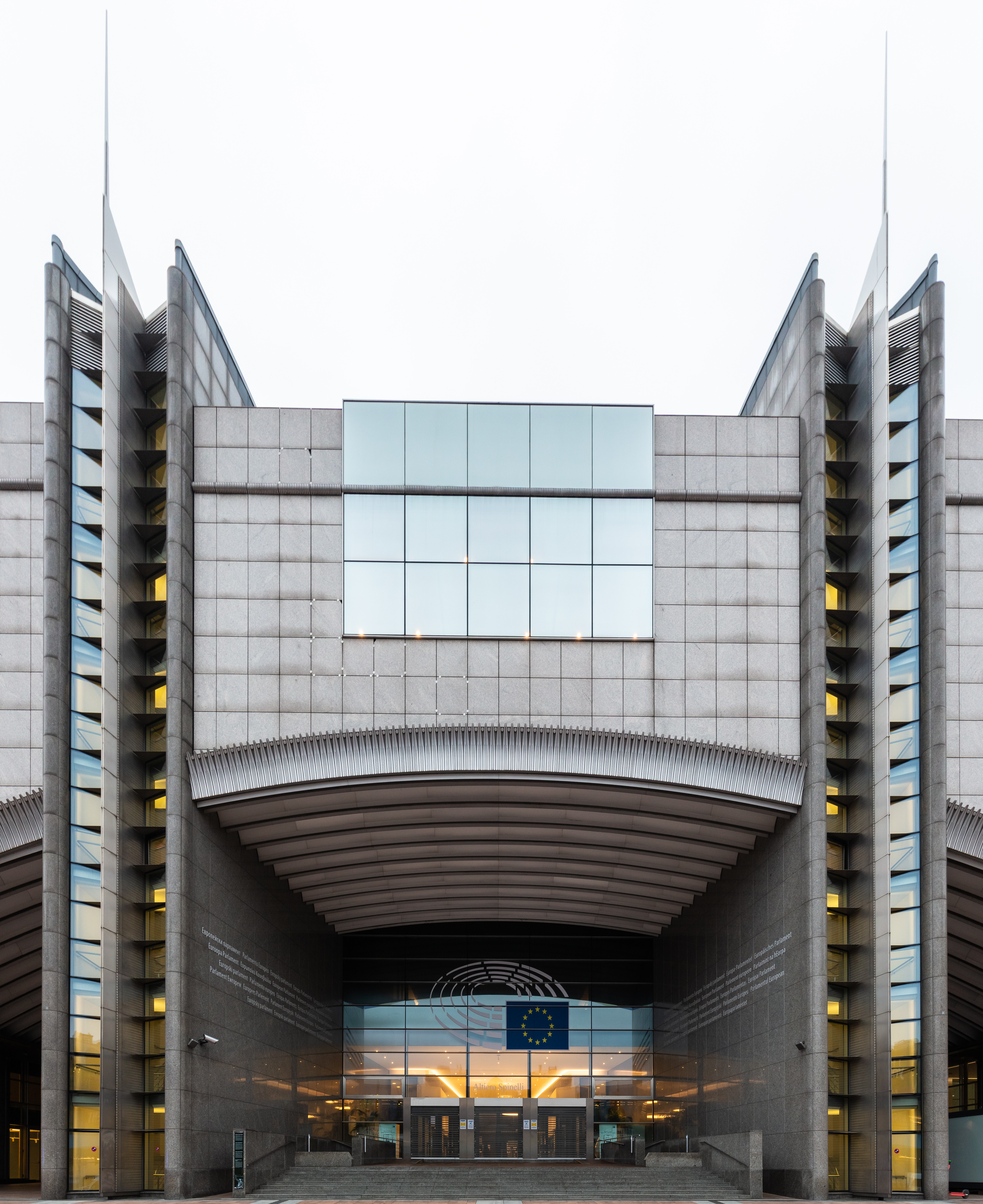
Edificio Altiero Spinelli.

Al otro costado de la Rue de la Loi se levanta el edificio Justus Lipsius, que alberga el Consejo de la Unión Europea y el Consejo Europeo. A partir de 2013, el Consejo Europeo se trasladará al Résidence Palace ubicado al lado del Justus Lipsius, una vez que ha sido renovado.
Los edificios del Parlamento, conocida como Espacio Léopold, se encuentran al sur entre el Parque Léopold y la Plaza de Luxemburgo. El complejo tiene dos edificios principales: Paul-Henri Spaak y Altiero Spinelli, que abarcan 372.000 metros cuadrados. El complejo no es la sede oficial del Parlamento ya que su labor está dividida en Estrasburgo (sede oficial) y Luxemburgo (secretaría). Sin embargo, las tres cuartas partes de su actividad tienen lugar en Bruselas ya que la toma de decisiones de los órganos del Parlamento, junto con sus comisiones y algunas de sus sesiones plenarias, se celebran en Bruselas. Los edificios del Parlamento han sido recientemente ampliados con los nuevos edificios D4 y D5 terminados en 2007. Se cree que el complejo dispone de espacio suficiente para que el Parlamento para los próximos diez a quince años.
El Comité Económico y Social y al Comité de las Regiones ocupan el edificio Delors que está al lado Parque Léopold.

## Proyectos futuros
El gabinete del arquitecto francés Christian de Portzamparc se encargará a partir de 2011 de dirigir la construcción de un proyecto que prevé menos edificios pero más grandes y con más zonas verdes. Un tranvía circunvalará la zona. Serán cuatrocientos mil metros cuadrados de oficinas, viviendas y comercios.
Una obra mayor es la Casa de la Historia Europea, un museo inaugurado en mayo de 2017 a un costo estimado en 18 000 000 de euros.
La mutación de este barrio tardará al menos quince años. La financiación se realizará con dinero público y privado.